# Gronowo (Rybno)
Gronowo (deutsch Gronowo, 1942 bis 1945 Grönau) ist ein Dorf in der polnischen Woiwodschaft Ermland-Masuren. Es gehört zur Gmina Rybno (Landgemeinde Rybno, 1942 bis 1945 Rübenau, Kr. Neumark (Westpr.)) im Powiat Działdowski (Kreis Soldau).

## Geographische Lage
Gronowo liegt im Südwesten der Woiwodschaft Ermland-Masuren, 20 Kilometer südöstlich der früheren Kreishauptstadt Neumark (Westpreußen) (polnisch Nowe Miasto Lubawskie) des Kreises Löbau (Westpreußen) bzw. 26 Kilometer nordwestlich der heutigen Kreisstadt Działdowo (deutsch Soldau i. Ostpr.).

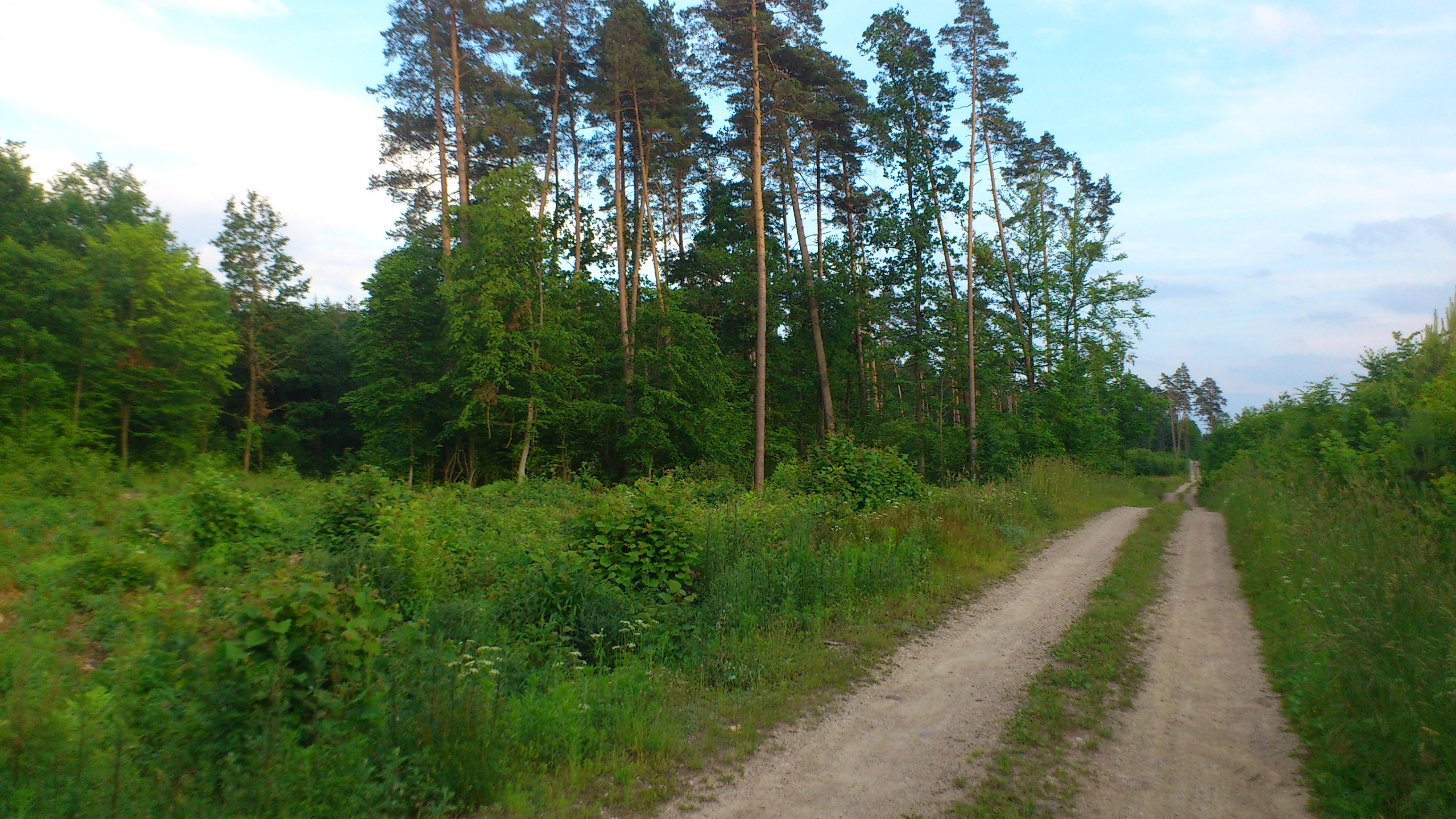
Waldweg bei Gronowo

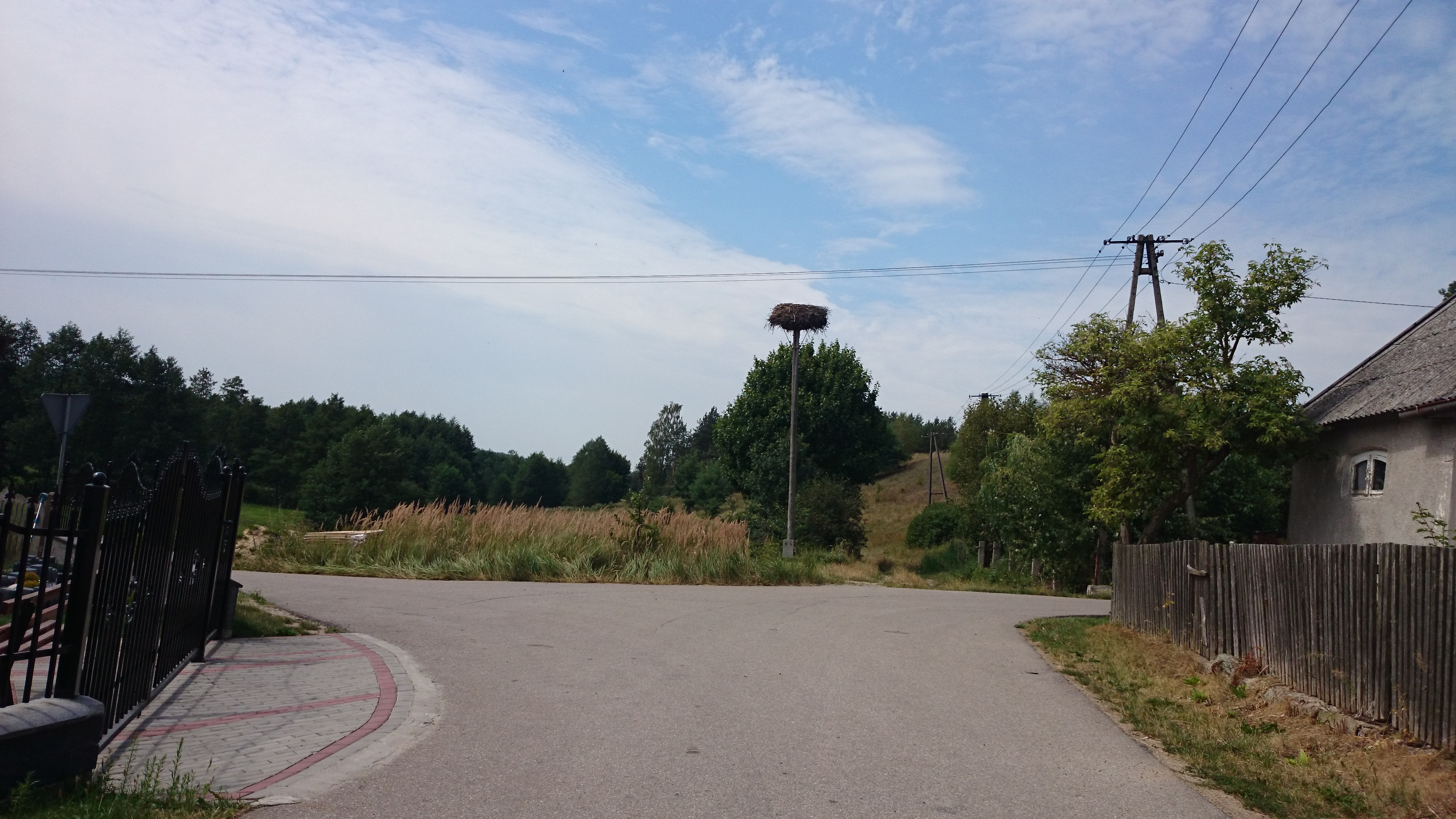
Dorfstraße mit Storchennest in Gronowo

## Geschichte
Das kleine westpreußische Dorf Gronowo kam als Landgemeinde Gronowo 1874 zum Amtsbezirk Rybno (deutsch ebenfalls „Rybno“) im Kreis Löbau (Westpreußen). 201 Einwohner zählte Gronowo im Jahre 1910.
Gronowo lag in dem Gebiet, das gemäß Versailler Vertrag von 1919 an Polen abzutreten war. Das geschah am 10. Januar 1920. Gronowo behielt seinen Namen, wurde ab 1932 in die neu gebildete polnische Landgemeinde Rybno eingegliedert. Am 26. Oktober 1936 kam diese zum Deutschen Reich und wurde am 24. Oktober 1940 in den (neuen) „Amtsbezirk Rybno“ im neu benannten Kreis Neumark (Westpreußen) umgewandelt. Dieser erhielt am 25. Juni 1942 den Namen „Amtsbezirk Rübenau, Kreis Neumark (Westpr.)“, und auf den Tag genau erhielt auch Gronowo die neue Bezeichnung „Grönau“.
Diese Veränderung dauerte nur wenige Jahre; denn 1945 kam die Region Löbau/Neumark mit dem gesamten südlichen Ostpreußen wieder zu Polen. Heute ist das nun wieder „Gronowo“ genannte Dorf eine Ortschaft innerhalb der Gmina Rybno (Landgemeinde Rybno, 1942 bis 1945 Rübenau, Kr. Neumark (Westpr.)) im Powiat Działdowski (Kreis Soldau), bis 1998 der Woiwodschaft Ciechanów, seither der Woiwodschaft Ermland-Masuren zugehörig. Im Jahre 2011 zählte Gronowo 112 Einwohner.

## Kirche
Vor 1945 war Gronowo resp. Grönau in die evangelische Kirche Löbau in Westpreußen (polnisch Lubawa) in der Kirchenprovinz Westpreußen der Kirche der Altpreußischen Union bzw. – nach 1920 – in die Diözese Działdowo (Soldau) der Unierten Evangelischen Kirche in Polen, außerdem in die römisch-katholische Kirche Rumian (1942 bis 1945 Ramnitz, polnisch ebenfalls Rumian) eingepfarrt. Der kirchliche Bezug Gronowos zu Rumian besteht auch heute, allerdings gehört die Pfarrei jetzt zum Bistum Toruń (Thorn). Evangelischerseits orientieren sich die Einwohner Gronowos zur Erlöserkirche Działdowo mit der – Gronowo näher gelegenen – Filialkirche Jesuskirche Lidzbark (Lautenburg) in der Diözese Masuren der Evangelisch-Augsburgischen Kirche in Polen.

## Verkehr
Gronowo liegt an der Nebenstraße 1274N, die von Rybno nach Ostaszewo führt und die Woiwodschaftsstraße 538 mit der Woiwodschaftsstraße 541 verbindet. Ein Landweg führt von Jeglia nach Gronowo. Jeglia (1939 bis 1942 Jeglin, 1942 bis 1945 Tanneberg) ist seit 1986 die nächste Bahnstation. Sie liegt an der Bahnstrecke Danzig–Warschau.